# Zawawi-moskee
De Zawawi-moskee is een moskee in Muscat, Oman. Ze werd gebouwd door Omar Zawawi, een lid van de familie Al Zawawi, om de dood van zijn vader Abdul-Mun'im Al-Zawawi te herdenken, en werd geopend in 1985. De moskee is opmerkelijk omdat de hele koran erop is gegraveerd met metalen platen op de muren. De moskee heeft één koepel en één minaret.
Er was ook een oudere moskee met die naam, gebouwd in 1906 en gesloopt in 2005.